# 查尔斯·哈丁·费尔斯
查尔斯·哈丁·费尔斯（1857年3月16日—1936年2月19日）是一位英国历史学家，英國國家學術院院士，主要作品有《奥利弗·克伦威尔与清教徒革命》（Oliver Cromwell and the Rule of the Puritans in England，1900年）等。